# Buskashì. Viaggio dentro la guerra
Buskashì. Viaggio dentro la guerra è un libro scritto da Gino Strada e pubblicato nel 2002. La storia, come si evince dallo stesso titolo, è il racconto del viaggio per raggiungere l'Afghanistan, compiuto dalla delegazione di Emergency all'indomani dello scoppio della guerra.
Dopo Pappagalli verdi: cronache di un chirurgo di guerra, Gino Strada torna a parlare di guerra e lo fa in modo ancor più esplicito, in un libro che trasporta all'interno delle vicende della guerra, quella vera, fatta di bombardamenti aerei, di mine disseminate ovunque, di uomini e donne che perdono braccia, gambe, la stessa vita. 
(Gino Strada, dal suo discorso in occasione della marcia della Giustizia di Quarrata del 14 settembre 2002)

## Titolo
Il termine buskashì, o buzkashi, indica lo sport nazionale afgano e letteralmente significa "acchiappa la pecora". I cavalieri partecipanti, infatti, divisi in due squadre, devono contendersi la carcassa di un capo di bestiame, tradizionalmente una capra. Al termine della gara risulterà vincitore lo schieramento in possesso della carcassa.
Il riferimento metaforico va chiaramente attribuito alla popolazione dell'Afghanistan che, in seguito allo scoppio della guerra nel 2001, si è ritrovata al centro di un "gioco" dai numerosi partecipanti. Un gioco che va avanti ormai da anni e i cui esiti sono tutt'altro che definiti.
La parola buskashì viene utilizzata anche dalle stesse cariche istituzionali afgane per aiutare la comprensione di un problema che va oltre il solo territorio dell'Afghanistan: questo clima di disordine continuo è attribuito infatti alla ormai antica questione afgano-pakistana. La colpa dell'inizio delle ostilità interne a questo vastissimmo territorio (a giudizio delle popolazioni locali) sarebbe stata dell'impero britannico accusato di aver sostenuto sanguinose guerre per contrastare i progetti di indipendenza di Afghanistan (allora Emirato dell'Afghanistan) e Pakistan che costituivano assieme all'India un unico territorio.

## Trama
Il libro ripercorre tutte le tappe affrontate dai volontari di Emergency per superare il confine afgano ed entrare nel paese colpito dalla guerra, al fine di contribuire alla salvaguardia del diritto alle cure e all'assistenza gratuiti.
La spedizione ha inizio in seguito alla notizia della morte del generale Aḥmad Shāh Masʿūd, il carismatico leader afgano assassinato il 9 settembre 2001, due giorni prima dell'attentato al World Trade Center di New York.
L'obiettivo dello staff di Emergency è quello di raggiungere l'ospedale di Kabul aperto in precedenza dall'organizzazione e che aveva dovuto chiudere in seguito all'aggressione da parte dei talebani avvenuta il 17 maggio 2001. Ma il viaggio, intrapreso con grande entusiasmo, si rivelerà una vera e propria odissea: come se non bastassero gli orrori della guerra e tutte le problematiche di ogni genere che questa porta con sé, sul sentiero di Gino Strada e degli altri volontari si affaccia anche l'ombra della burocrazia. Per vincere la "sfida", infatti, il gruppo si ingegna in ogni modo possibile, si giocano tutte le carte, ci si appella alle varie autorità disseminate lungo i confini afgani che ancora sembrano avere una parvenza di controllo sulla situazione. La "battaglia" per l'accesso al paese si trasforma in un gioco di permessi e lasciapassare di ogni genere, quasi sempre inutili, insufficienti, non validi; tutto questo nel momento il cui tutti gli stranieri presenti sul territorio afgano stanno abbandonando il paese con in mano biglietti di sola andata.
Ma una volta a Kabul la soddisfazione sarà ancora più grande, raggiunto l'obiettivo di varcare il confine ci si può ora finalmente dedicare alla vera missione: aiutare incondizionatamente chi già prima aveva poco e ora ha ancora meno. Reso nuovamente efficiente l'ospedale, dopo mesi di abbandono, il team è pronto ad accogliere i feriti: tutti, civili, talebani o mujaheddin che siano.
Il libro, oltre a offrire uno sguardo approfondito sulla guerra vista dall'interno, è anche un'ottima occasione per poter condurre un'analisi dettagliata sulla popolazione afgana: dall'inizio dei conflitti, risalente a decine di anni fa, la popolazione dell'Afghanistan (così come i suoi vicini pakistani) ha subito un alternarsi innumerevole di vicende storico-politiche. Il territorio afgano è divenuto più volte tavolo di trattative tra potenze occidentali e non, vedendo così riversarsi tra le sue strade fiumi di armi e denaro il cui unico effetto è stato quello di alimentare costantemente incomprensioni già esistenti. Giochi di potere e interessi privati condotti alle spalle di una società patriarcale, una società nella quale si ragiona sempre per gruppi, impostata saldamente sul concetto di tribù come fulcro della cultura.

## Appendice
Gino Strada ha voluto inserire nell'appendice al libro il testo della Dichiarazione universale dei diritti umani, firmata a Parigi il 10 dicembre 1948.
(Gino Strada, dalla Nota dell'Autore al libro)
(Gino Strada, dalla Nota dell'Autore al libro)

## Edizioni
- Gino Strada, Buskashì. Viaggio dentro la guerra, collana Serie Bianca, Feltrinelli, 2002,  pp. 178 pagg..
- Gino Strada, Buskashì. Viaggio dentro la guerra, collana Universale Economica Feltrinelli, Feltrinelli, 2003,  pp. 184 pagg..